# Alfred Salmon
Pour les articles homonymes, voir Salmon.
Alfred Salmon est un homme politique français né le 20 mai 1876 à Pernes-en-Artois (Pas-de-Calais) et mort le 8 août 1936 à Pernes-en-Artois
Agriculteur et brasseur, il est maire de Pernes-en-Artois et conseiller général du canton d'Heuchin en 1913. Il est député du Pas-de-Calais de 1924 à 1933 et sénateur de 1933 à 1936. Il s'intéresse surtout aux questions agricoles et douanières.

## Sources
- « Alfred Salmon », dans le Dictionnaire des parlementaires français (1889-1940), sous la direction de Jean Jolly, PUF, 1960 [détail de l’édition]